# Louise Ranco
Louise Ranco, geborene Louise Wenzel (26. Mai 1868 in Nürnberg – 18. April 1902 in Altenburg) war eine deutsche Opernsängerin (Sopran).

## Leben
Ranco wurde an der Königlich Bayerischen Musikschule in München ausgebildet bei (Schirmon, Hasselbeck, Boulliot und Harry). Ihre Bühnenlaufbahn begann sie 1886 am Stadttheater in Basel, kam 1887 nach Chemnitz, 1888 nach Metz, 1889 nach Lübeck und 1890 nach Magdeburg. Von 1891 bis 1892 wirkte sie am Hoftheater München, 1893 am Friedrich-Wilhelmstädtschen Theater in Berlin und von 1894 bis 1895 in Würzburg. Nach dieser Zeit nahm Ranco kein festes Engagement mehr an, sondern gastierte an den verschiedensten Bühnen Deutschlands. 
Ihr Repertoire war sehr umfangreich, unter anderem spielte sie die „Elsa“, „Brunhilde“, „Elisabeth“, „Venus“, „Sieglinde“ sowie „Valentine“, „Fidelio“, „Agathe“, „Mignon“ etc. 
Sie war verheiratet mit dem Tenor Robert Becker.